# 280642 Doubs
280642 Doubs è un asteroide della fascia principale. Scoperto nel 2005, presenta un'orbita caratterizzata da un semiasse maggiore pari a 3,0159950 UA e da un'eccentricità di 0,2651406, inclinata di 10,37360° rispetto all'eclittica.